# Andrzej Rojewski
Andrzej Rojewski (Andreas Rojewski en allemand), né le 20 août 1985 à Wejherowo, est un handballeur international allemand puis polonais, évoluant au poste d'arrière droit ou d'ailier droit au SC Magdebourg.

## Palmarès

### En club
- vainqueur de la coupe EHF en 2007

### En sélection
- médaillé de bronze au championnat du monde 2015